# Volvo 900 Серії
Volvo 900 — сімейство повнорозмірних задньоприводних автомобілів виробництва компанії Volvo. Випускалося з 1990 по 1998 роки. Дизайн розроблений Яном Вільсгардом. З'явилася як заміна моделі Volvo 700 Серії. Замінено у виробництві в 1998 роках моделлю Volvo S80. Всього було випущено 668,046 автомобілів в різних модифікаціях.

## Volvo 940

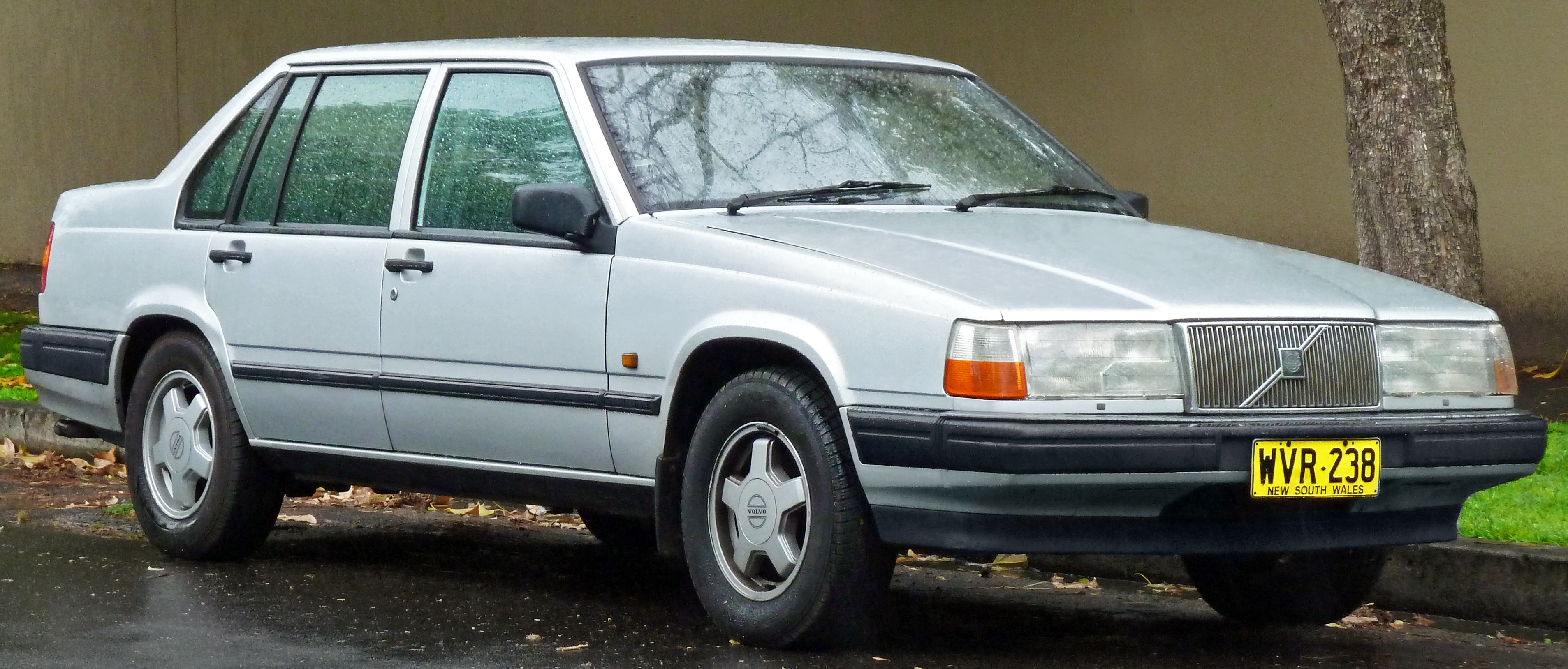
Volvo 940 (1990–1994)

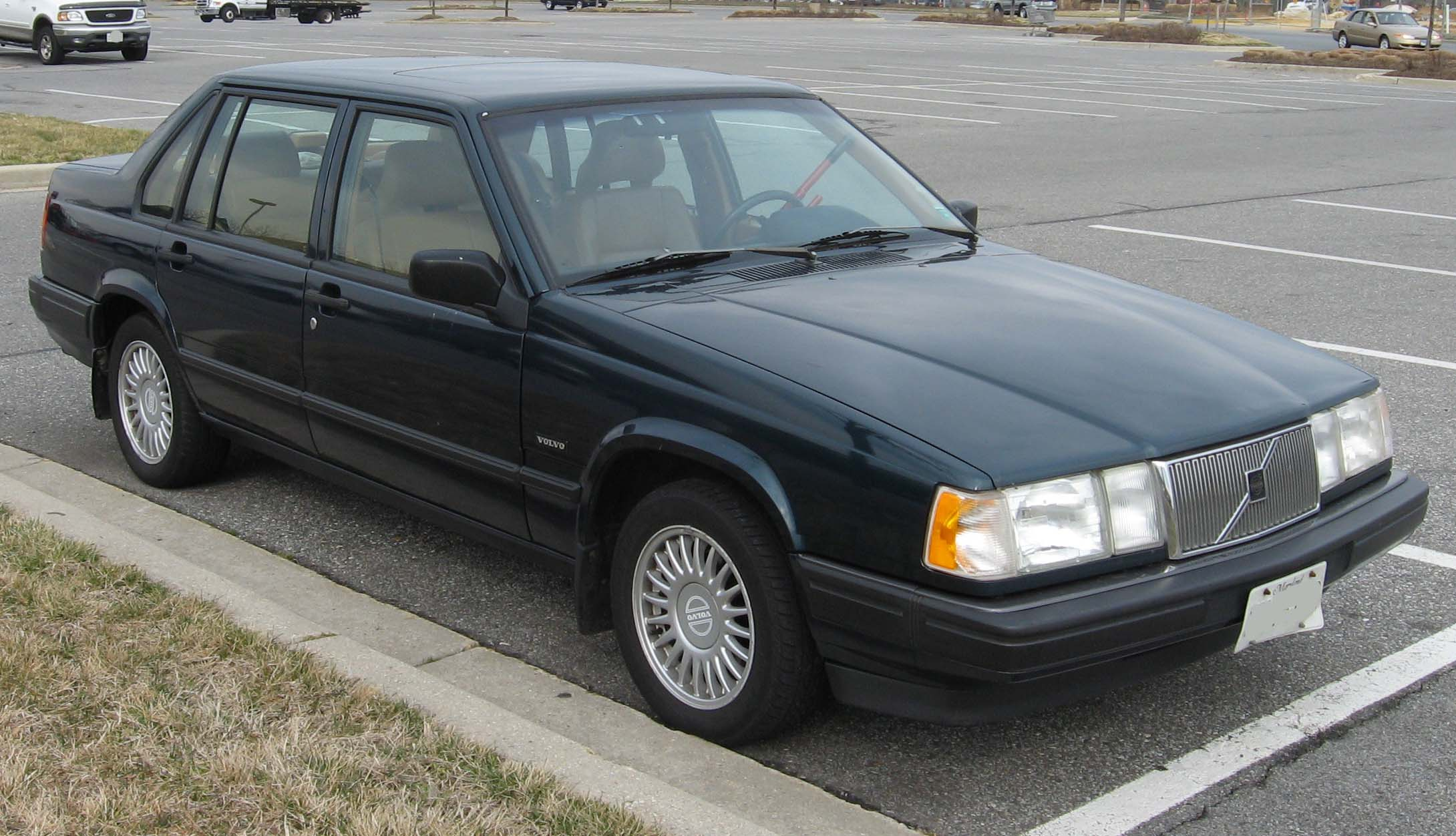
Volvo 940 (1994–1998)

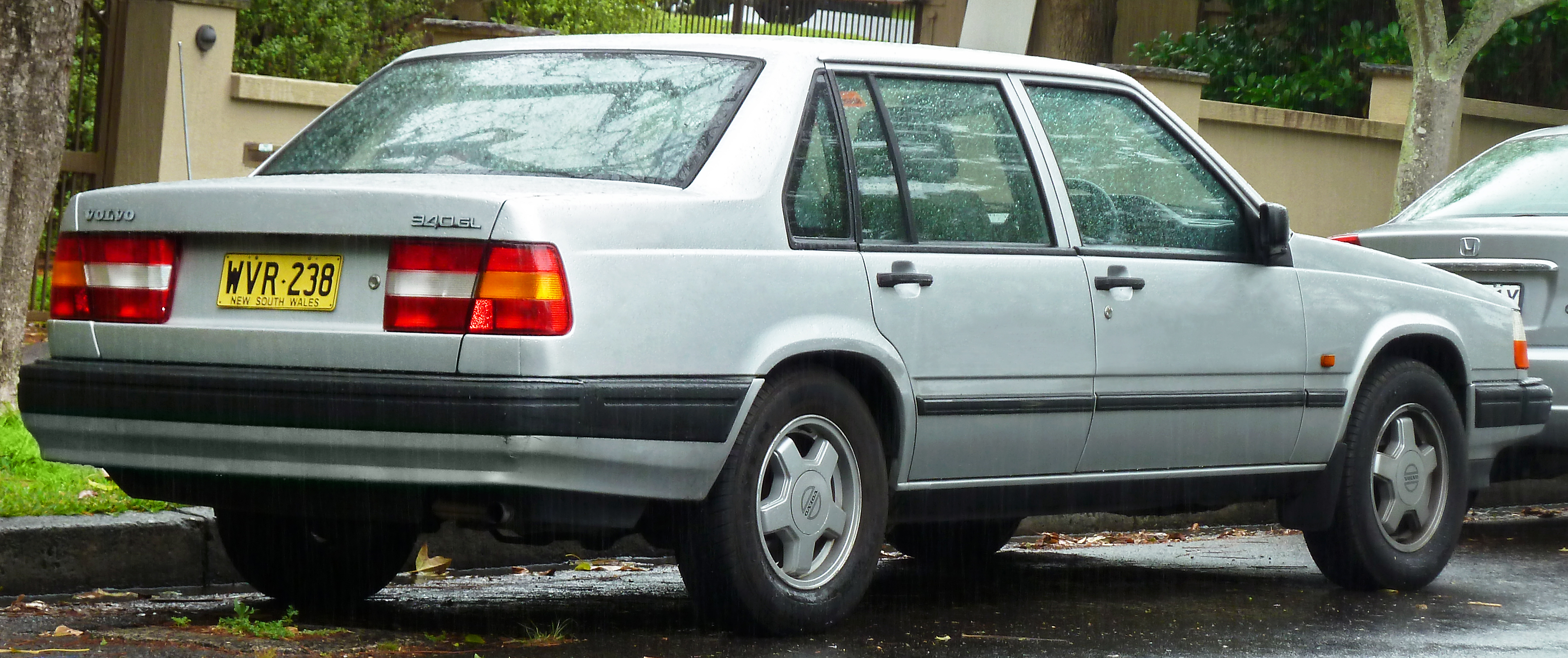
Volvo 940 (1990–1994)

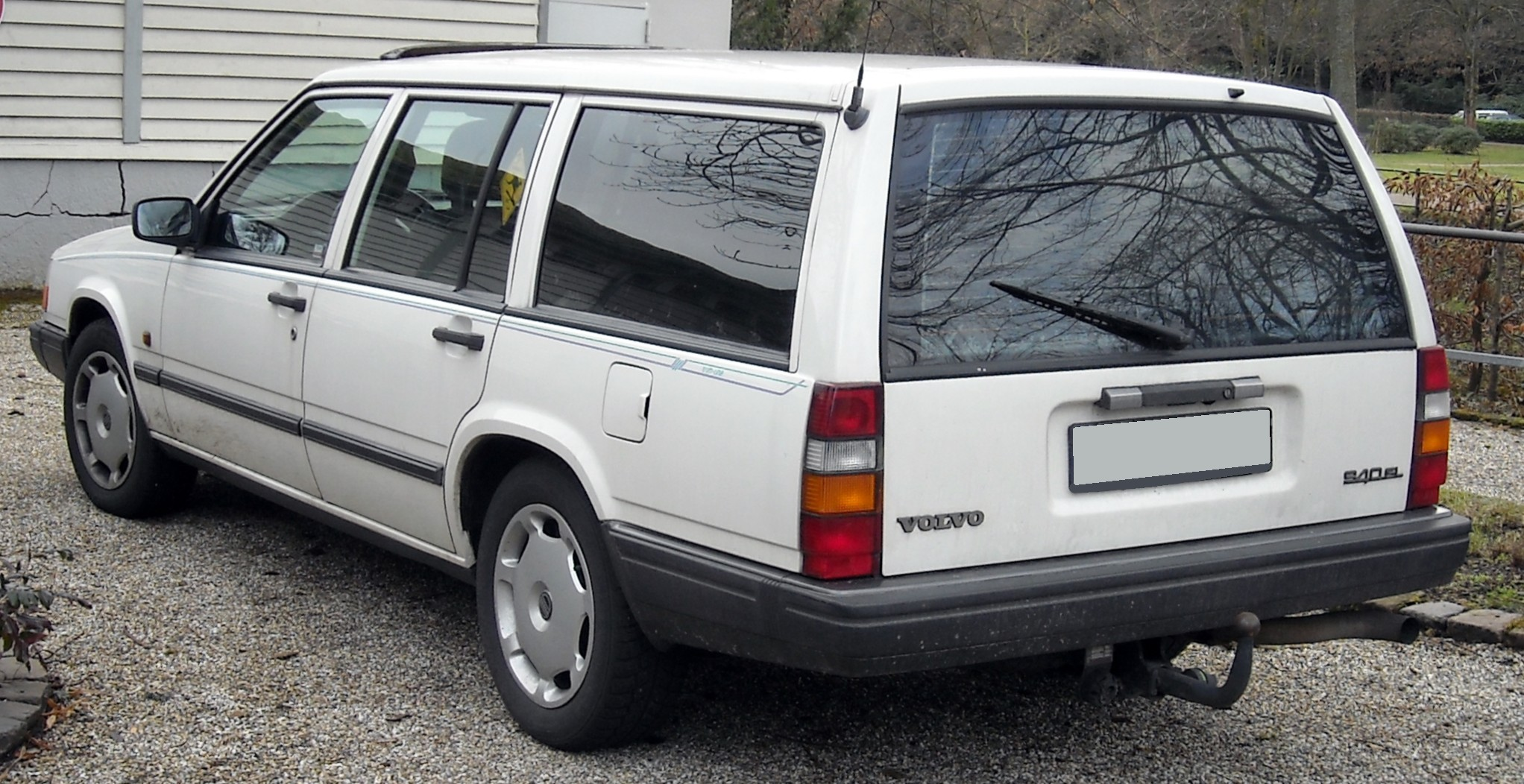
Volvo 945 універсал

Volvo 940 була представлена у вересні 1990 року як заміна моделі Volvo 740. Універсал з'явився в травні 1991 року. У 1994 році модель зазнала невеликий рестайлінг. Знята з виробництва 5 лютого 1998 року. На момент виходу 940 відрізнялася високим рівнем комфорту і безпеки.
У стандартну комплектацію автомобіля входить: електропривідні вікна, кондиціонер, касетний програвач, AM/FM радіо, 6 динаміків, тахометр, вольтметр, задні вікна з підігрівом, ABS і гідропідсилювач керма. До опціональної комплектації можна зарахувати: дзеркала з підігрівом, електропривідний люк, регульовані сидіння, передні сидіння з підігрівом, електропривідне водійське сидіння, шкіряну оббивку салону, легкосплавні диски і дитяче сидіння. 
Всього було випущено 246,704 седана і 231,677 універсалів.

### Двигуни
4-циліндрові рянді бензинові двигуни:
- 2.0i B200F (112 к.с.);
- 2.0i Turbo B200FT (155 к.с.);
- 2.3i B230F (116 к.с.);
- 2.3i B230FB (131 к.с.);
- 2.3i Niederdruck-Turbo B230FK (135 к.с.);
- 2.3i DOHC 16v B234F (155 к.с.);
- 2.3i Turbo Intercooler Compressor B230FT (165 к.с.);

6-циліндрові рянді дизельні двигуни:
- 2.4 Diesel (82 к.с.)
- 2.4 Turbo-Diesel (109 к.с.)
- 2.4 Turbo-Diesel Intercooler (115 к.с.) до 1993
- 2.4 Turbo-Diesel Intercooler (122 к.с.) з 1992

## Volvo 960

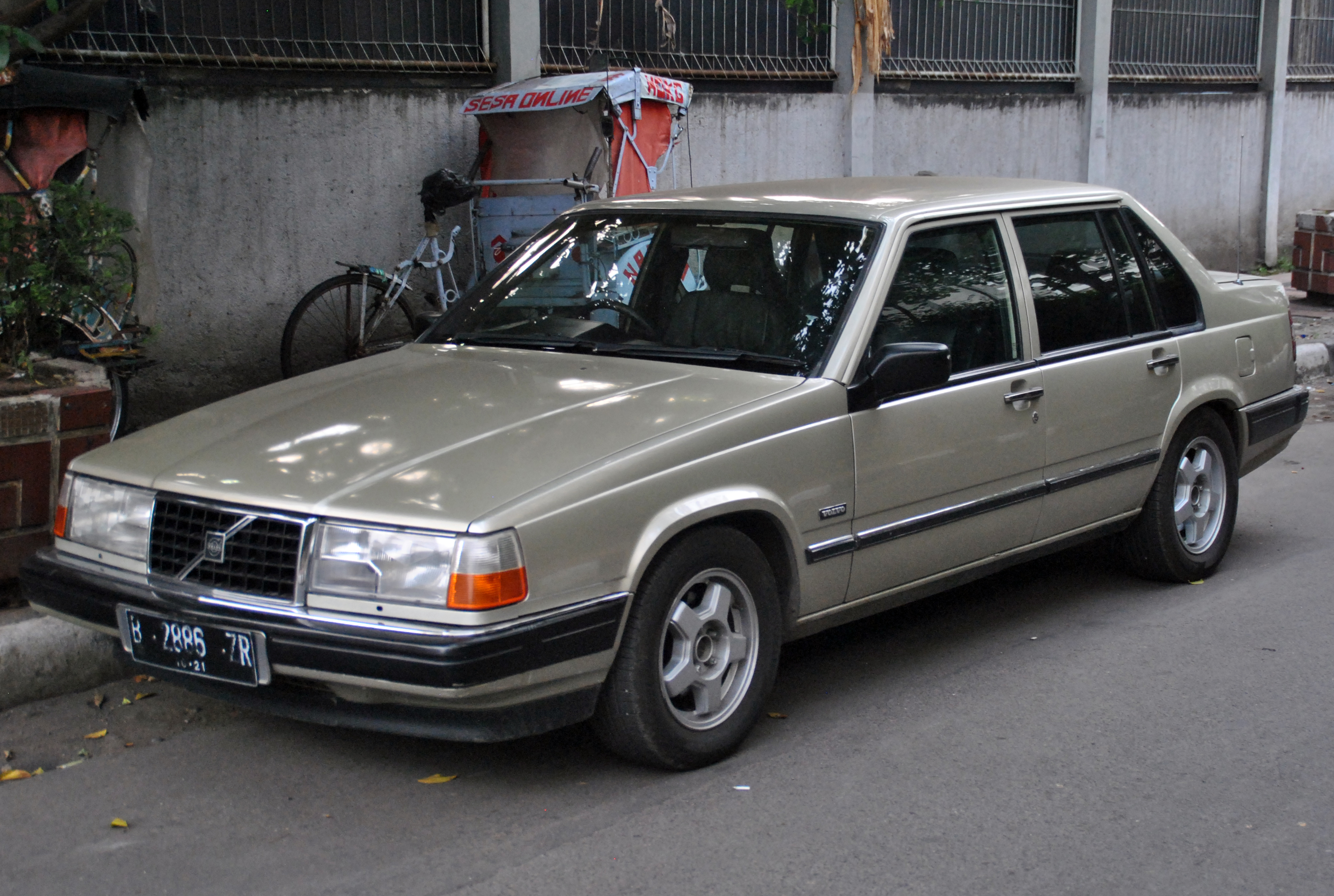
Volvo 960 седан (1990-1994)

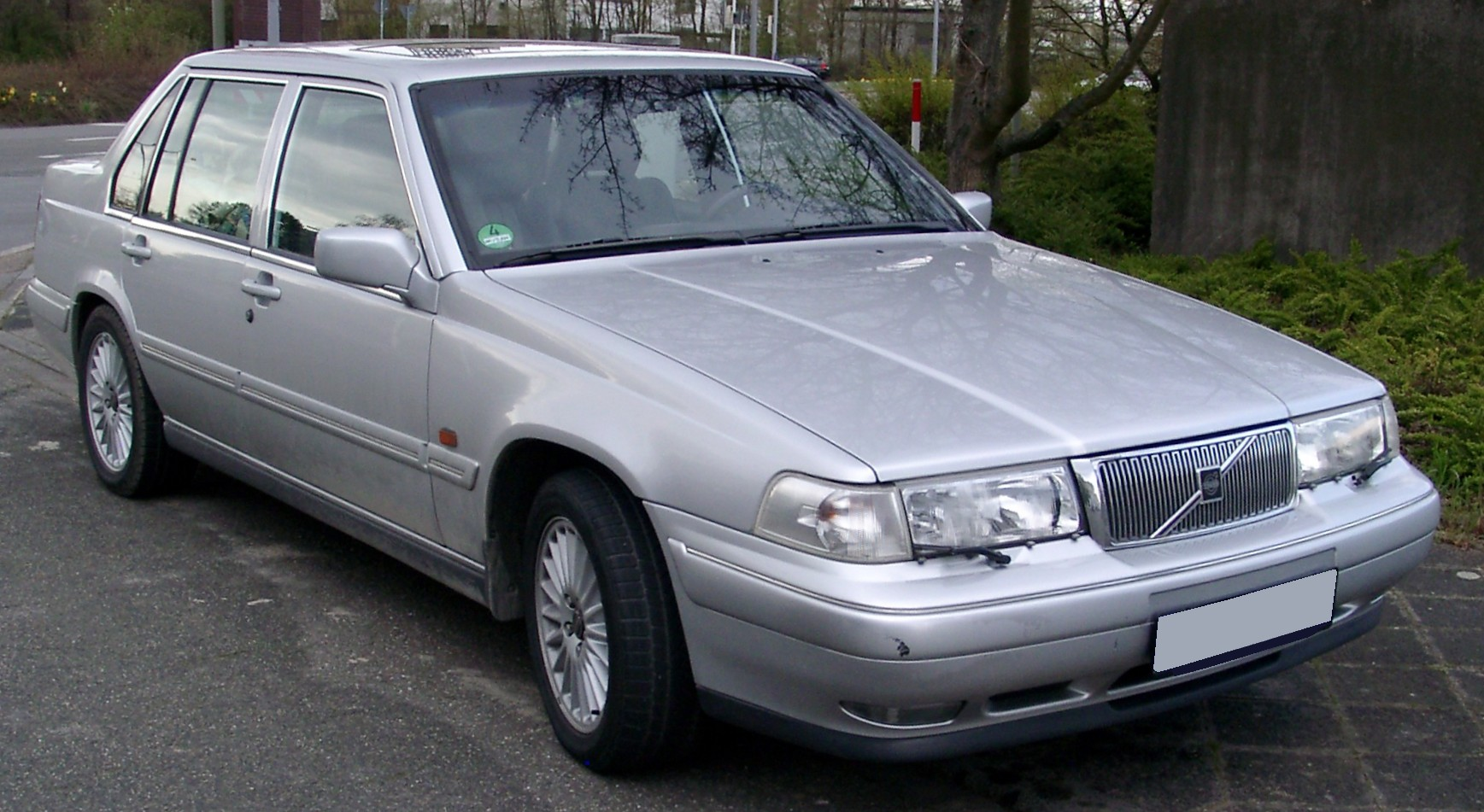
Volvo 960 седан (1994-1997)

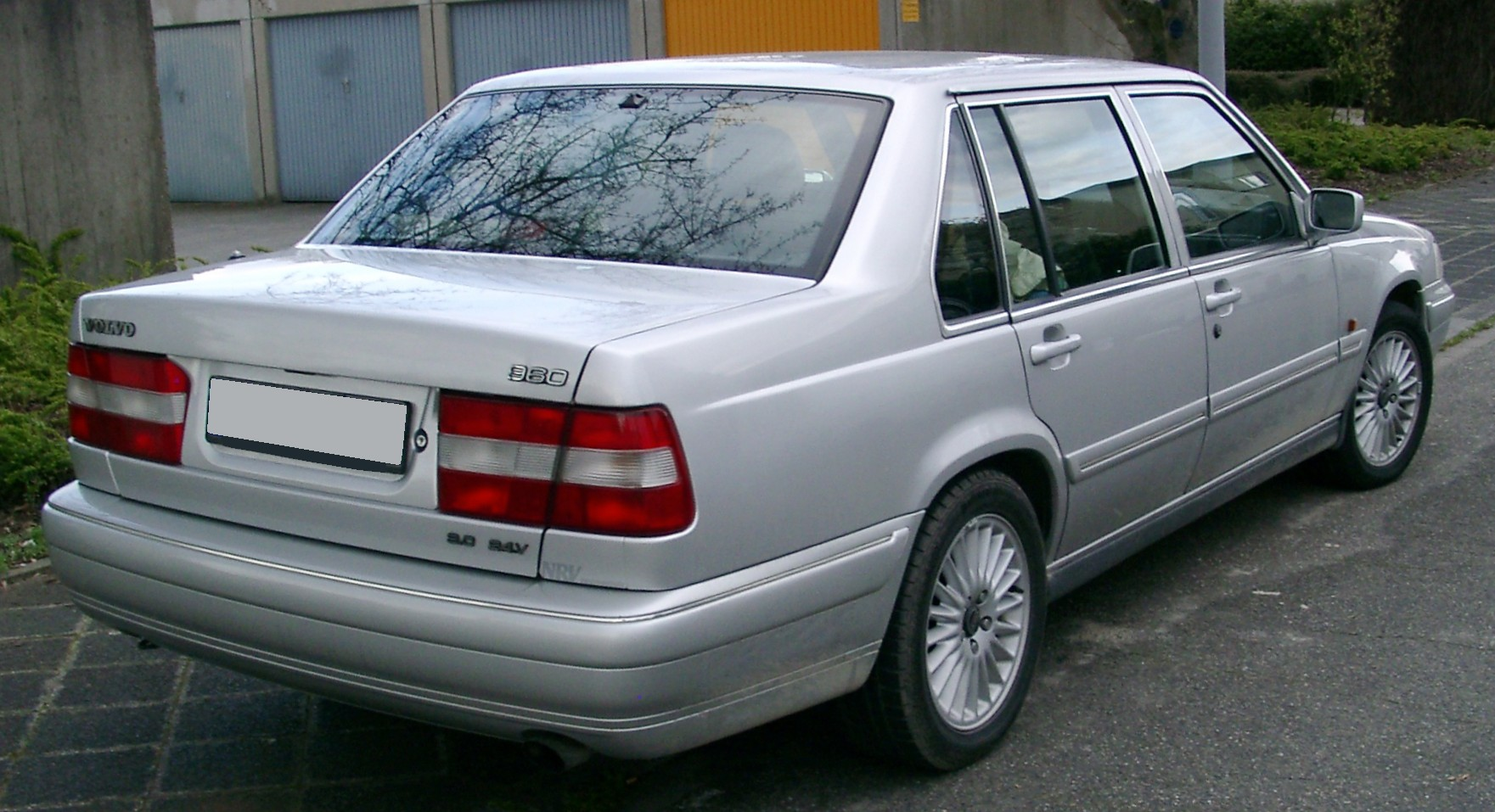
Volvo 960 седан

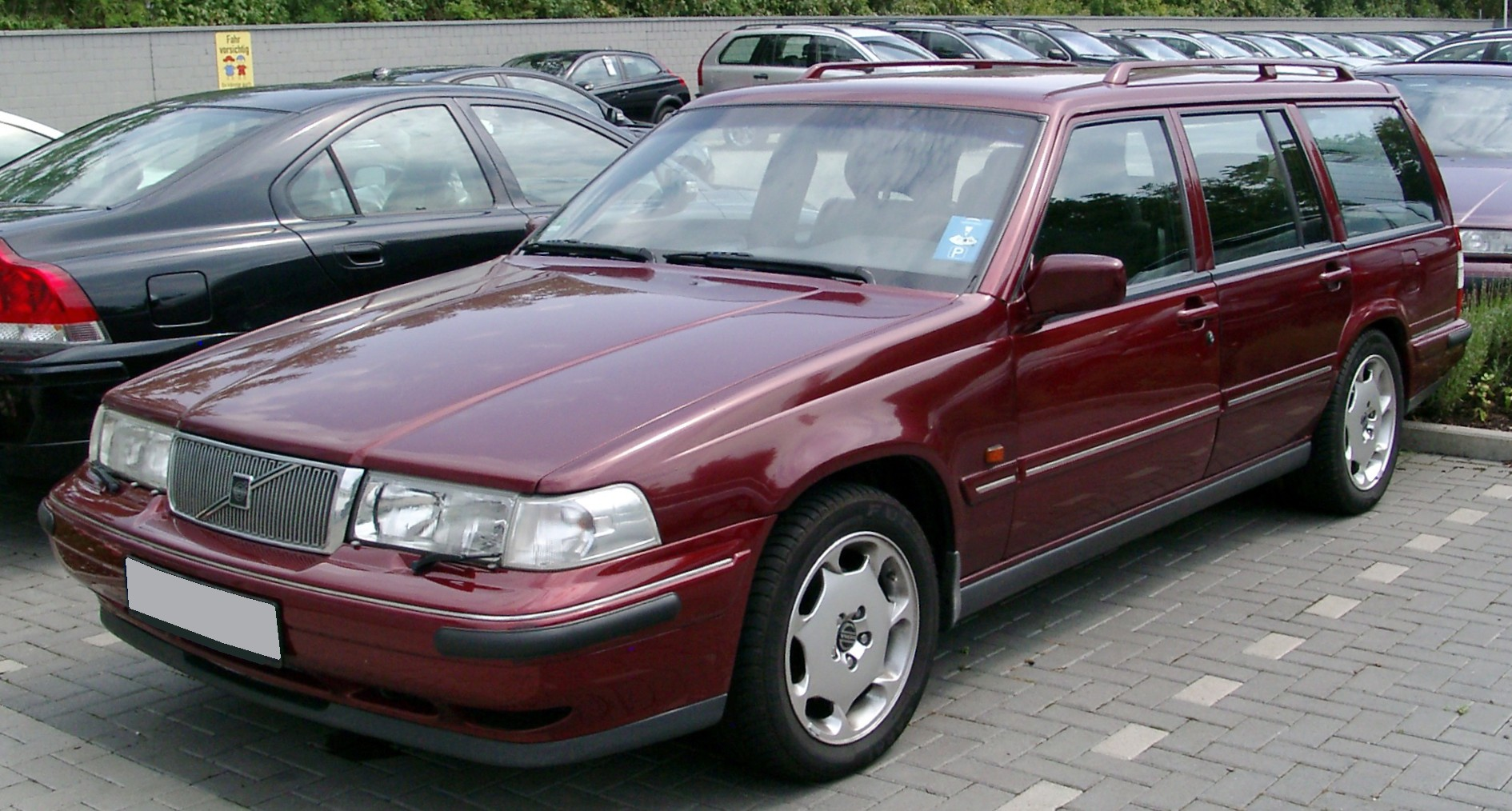
Volvo 960 універсал

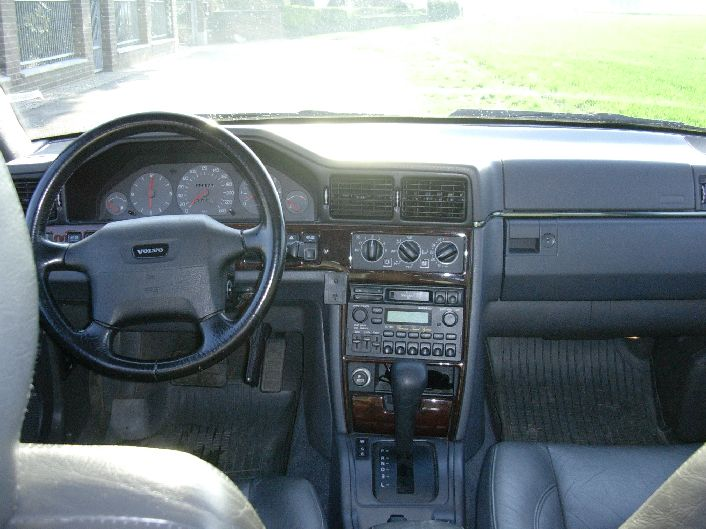
Салон Volvo 960

Випускалася з осені 1990 року, змінивши на конвеєрі попередню флагманську модель марки Volvo 760. У 1994 році перенесла перший рестайлінг і випускалася до кінця 1997 року, коли після другого рестайлінгу стала називатися Volvo S90. Всього з осені 1990 по грудень 1997 року був випущено 112,710 седанів і 41,619 універсалів.
Volvo 960 поєднує в собі високу якість їзди з досить непоганою збіркою. Антиблокувальна система гальм працює безперебійно, а еластичне рульове управління дозволяє водієві повністю відчути дорогу. Підвіска автомобіля дуже м'яка, що забезпечує високий комфорт їзди, і з 1994 року представляє собою задню багатоважільну незалежну Multilink II. Для Вольво 960 доступно три режими їзди: Winter, Economy і Sport. Автомобіль доступний з двома видами кузова: седан і універсал. Універсал виділяється своєю кутастою коробкоподібною формою. Вважається, що Вольво 960 має власний стиль, про що говорить світлооптика, нова решітка радіатора, крила і бампера автомобіля. Стандартна комплектація автомобіля представлена 16-дюймовими дисками, електропривідним люком і новими денними ходовими вогнями. Кузов автомобіля став трохи округлим, а розсіювачі фар менше. Габарити універсала дорівнюють: довжина — 4870 мм, ширина — 1750 мм, висота — 1440 мм, колісна база — 2770 мм. Габарити седана дорівнюють: довжина — 4870 мм, ширина — 1750 мм, висота — 1410 мм, колісна база — 2770 мм. 
У топовій комплектації «Royal» існувала можливість замовити два окремі крісла з підігрівом замість заднього дивана.

### Двигуни
- 2.0 L B204E I4
- 2.0 L B204F I4
- 2.0 L B204FT turbo I4
- 2.0 L B204GT turbo I4
- 2.3 L B230FT turbo I4
- 2.4 L Volkswagen D24TIC turbodiesel I6
- 2.5 L B6244 I6
- 2.5 L B6254 I6
- 2.8 L PRV B280E V6
- 2.8 L PRV B280F V6
- 2.9 L B6304 I6

## Volvo S90/V90

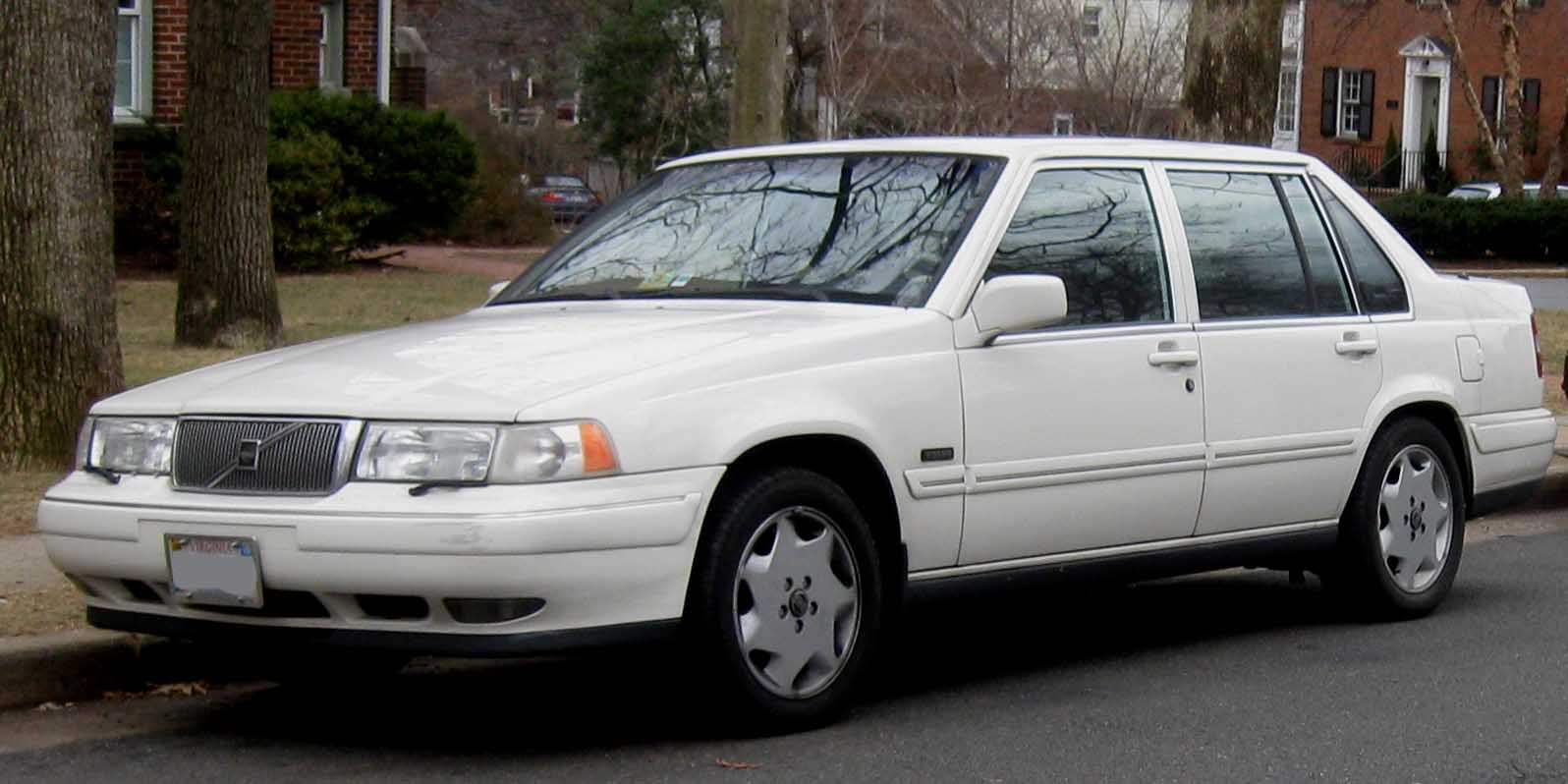
Volvo S90 седан

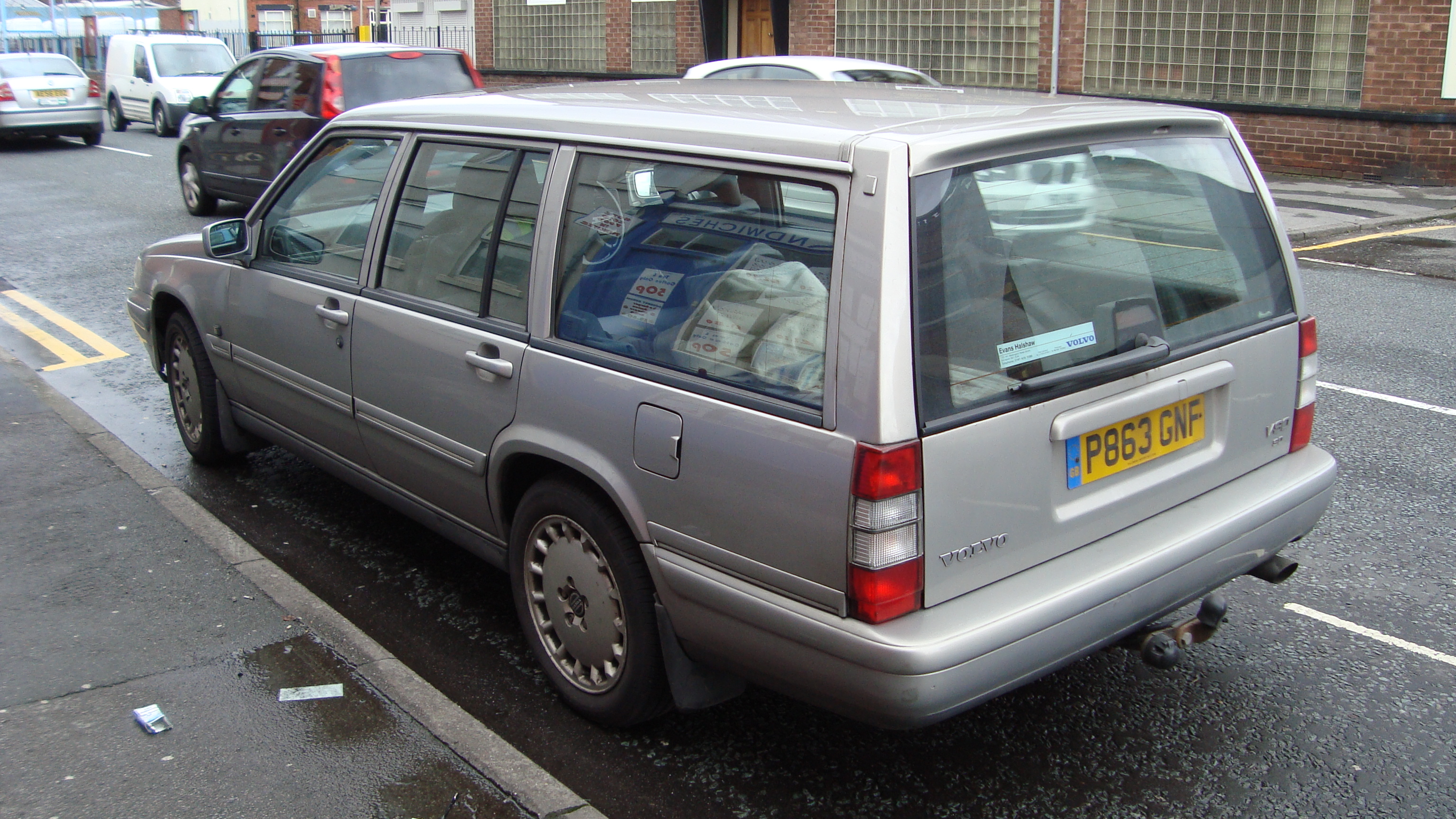
Volvo V90 універсал

Volvo S90 з'явилася як рестайлінг флагманської Volvo 960. Випускалася з грудня 1997 по квітень 1998 року. Замінена у виробництві абсолютно новою передньопривідною моделлю Volvo S80. Всього було випущено 26,269 седанів і 9,067 універсалів.